# 根本薫
根本 薫（ねもと かおる、1998年7月29日 - ）は、茨城県稲敷市出身の元プロ野球選手（外野手）。左投左打。

## 経歴

### プロ入り前
中学生時代には、取手リトルシニアに所属していた。
霞ヶ浦高等学校への進学後は、1年時から中堅手としてレギュラーの座を確保。2年生の夏にはチーム史上初めて選手権全国大会への出場を果たすと、代打として1打席ながら阪神甲子園球場の打席に立った。「4番・中堅手」として臨んだ3年夏の選手権茨城大会では、準決勝で細川成也を擁する明秀日立に敗れた。リトルシニア・高校時代のチームメイトに1歳年上の綾部翔、高校での1学年後輩に遠藤淳志がいる。
高校時代には、対外試合で主に外野手として起用されるとともに、通算で25本塁打を記録。3年夏の選手権大会終了後には、外野手として、日本学生野球協会にプロ志望届を提出していた。しかし、遠投で120メートルの距離を投げられるほど強い地肩の持ち主でもあることから、大谷翔平のような二刀流での試合出場を視野に、オリックス・バファローズが投手として獲得することを検討。実際に、2016年のNPBドラフト会議9巡目で投手として指名された末に、契約金1,000万円、年俸450万円（金額は推定）という条件で入団した。担当スカウトは牧田勝吾で、背番号は59。根本と同じ茨城県の高校出身の投手で、牧田が入団交渉を担当した塚原頌平がこの年まで着けていた背番号を、牧田の強い意向で引き継いだ。

### プロ入り後
2017年には、前述した球団の方針で投手として登録されていたが、春季キャンプ前の合同自主トレーニングから野手としての練習も始めた。7月21日には、広島東洋カープとのウエスタン・リーグ公式戦で代走として実戦にデビュー。公式戦全体では、14試合で外野を守り、打率.262（42打数11安打）を記録した。投手として実戦で登板する機会がなかったため、シーズン終了後には、翌年から外野手として登録することを球団が決定。フェニックス・リーグからは、外野手として実戦経験を積んだ。同リーグ終了後の2017アジアウインターベースボールリーグには、NPBウエスタン選抜チームへの参加を予定していたチームメイトの宗佑磨が左肩の負傷で参加を辞退したことから、代替選手（外野手）として同チームに急遽参加した。
2018年には、登録ポジションを投手から外野手へ変更。ウエスタン・リーグ公式戦では、75試合の出場で2本塁打を放ったものの、打率は.169に低迷した。
2019年には、ウエスタン・リーグ公式戦で全117試合に出場。打率を.229にまで持ち直したが、本塁打を1本も放てなかった。
2020年11月4日、戦力外通告を受けた。

### オリックス退団後
かつてオリックスでチームメートだった榊原翼と共にブースを開くなど活動している。

## 選手としての特徴・人物
高い身体能力を誇り、強肩と50mで5秒8を計測した俊足が魅力。
愛称は「かおるちゃん」。

## 詳細情報

### 年度別打撃成績
- 一軍公式戦出場なし

### 背番号
- 59（2017年 - 2020年）

### 代表歴
- 2017アジアウインターベースボールリーグ：NPBウエスタン選抜[12]